# Brielle

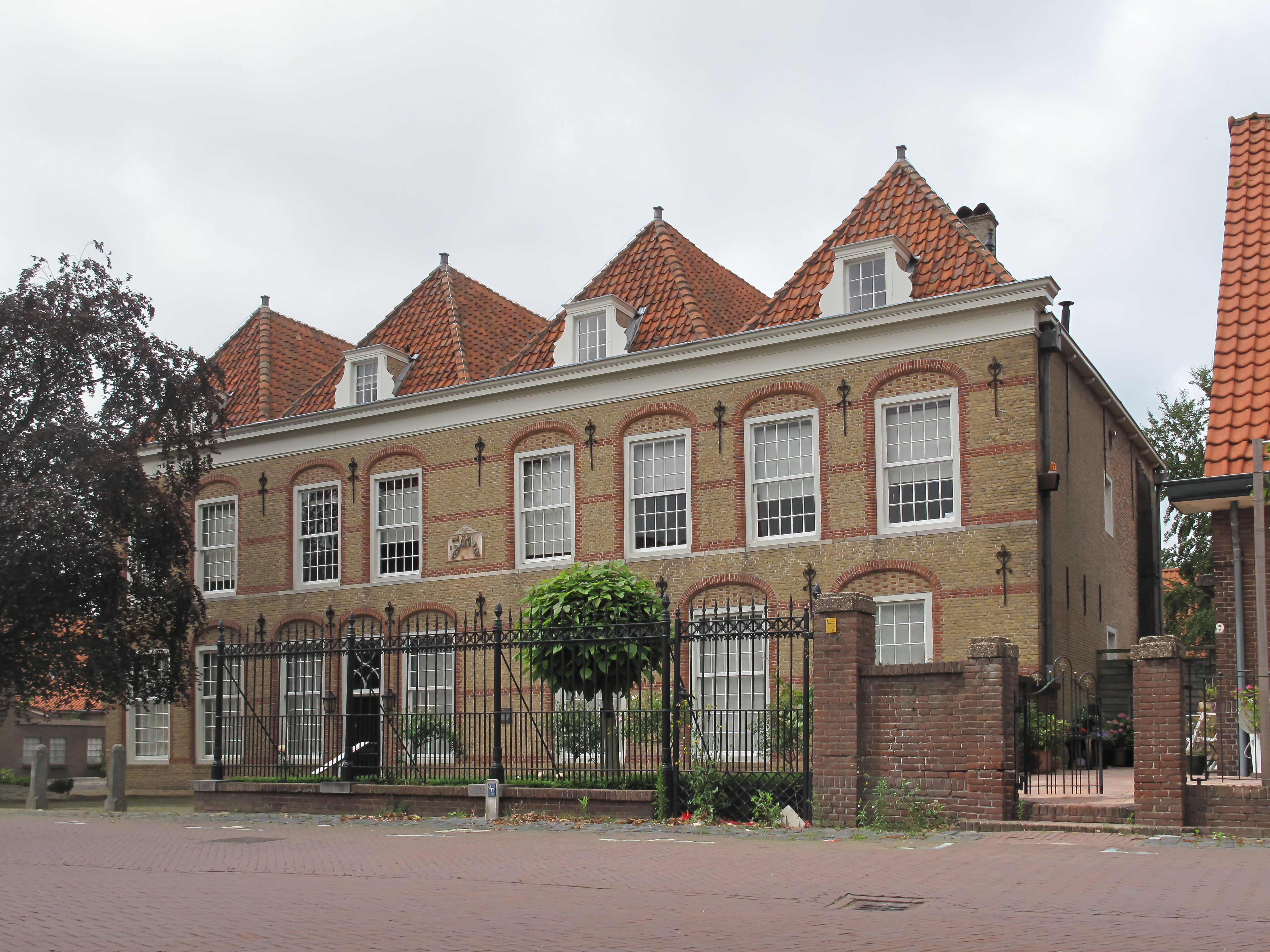
Tidigare barnhem i Brielle.

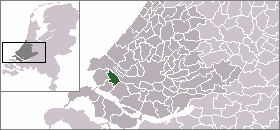
Brielles läge

Brielle (även kallad Den Briel) är en kommun i provinsen Zuid-Holland i Nederländerna. Kommunens totala area är 31,12 km² (där 3,63 km² är vatten) och invånarantalet är på 15 948 invånare (2004).